# 渤海赛瓜参
渤海赛瓜参（学名：Thyone pohaiensis）为沙鸡子科赛瓜参属的动物。在中国大陆，分布于渤海等地，多见于潮间带到水深5-10米的沙底。该物种的模式产地在山东掖县仓山岛。